# Démouville
Démouville er en kommune i departementet Calvados i regionen Basse-Normandie i det nordvestlige Frankrig. Démouville ligger 7 km fra Caen.

## Seværdigheder
- Fredet kirke fra 13. og 14. århundrede